# Перлівка війчаста
Перлівка війчаста (Melica ciliata L.) – вид рослин родини тонконогові (Poaceae).

## Опис
Багаторічна дуже низька рослина, має тонкі, прямостоячі стебла. Досягає висоти між 30 і 60 сантиметрів. Досить жорсткі листки сіро-зелені, до 25 сантиметрів в довжину, 1–4 мм шириною. Суцвіття — волосата волоть. Від 6 до 7 мм довжиною колоски з 2 квітами. Період цвітіння триває з червня по липень.

## Поширення
Північна Африка: Алжир; Марокко; Туніс. Азія: Іран; Ірак; Ліван; Сирія; Туреччина; Казахстан. Кавказ: Росія — Передкавказзя, Дагестан, європейська частина [пд.]. Європа: Фінляндія; Австрія; Бельгія; Німеччина; Угорщина; Польща; Швейцарія; Естонія; Молдова; Україна; Боснія і Герцеговина; Болгарія; Хорватія; Греція [вкл. Крит]; Італія [вкл. Сардинія, Сицилія]; Македонія; Чорногорія; Румунія; Словенія; Франція [вкл. Корсика]; Португалія; Гібралтар; Іспанія [вкл. Балеарські острови]. Натуралізований: Чехія. Культивується: Північна Америка. Вирощується як декоративний вид. Росте на луках, в кам'янистих районах, канавах.

## Галерея

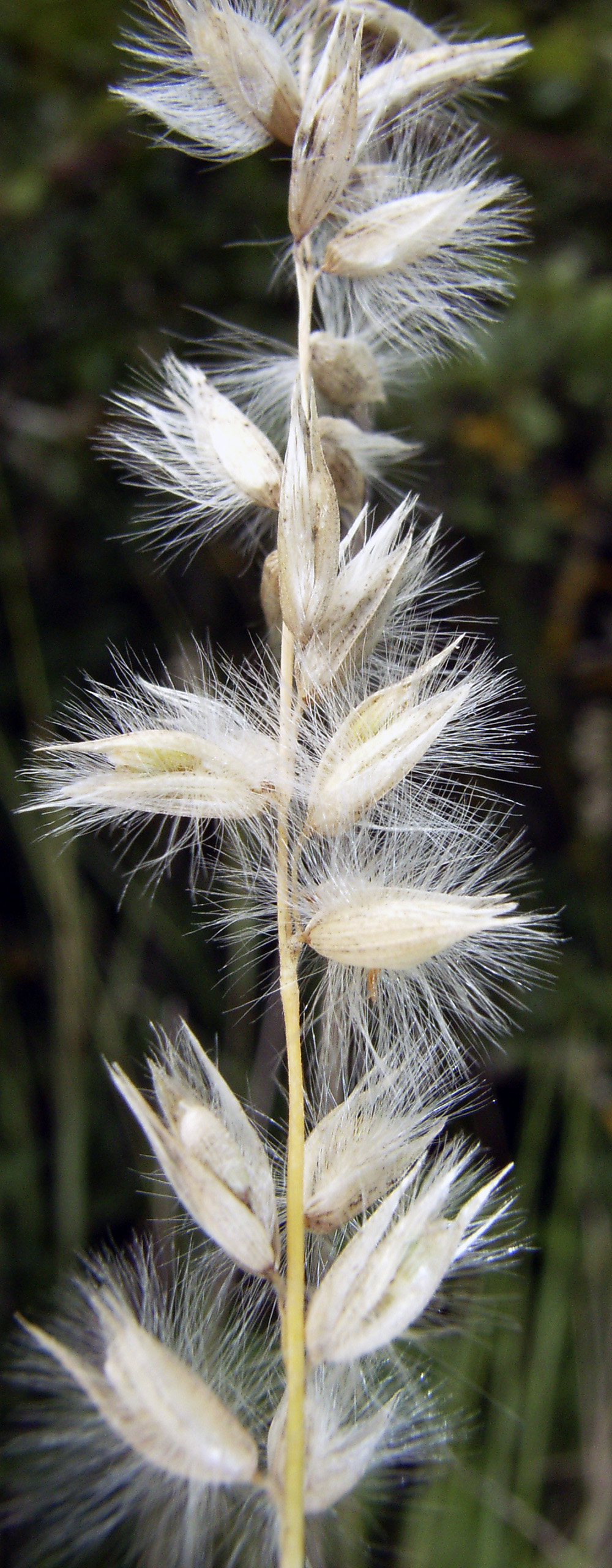